# Пенополиуретан

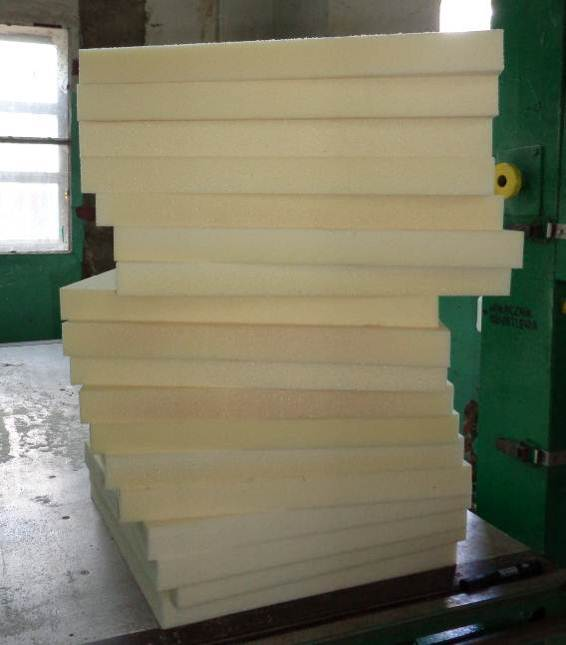
Поролоновые листы

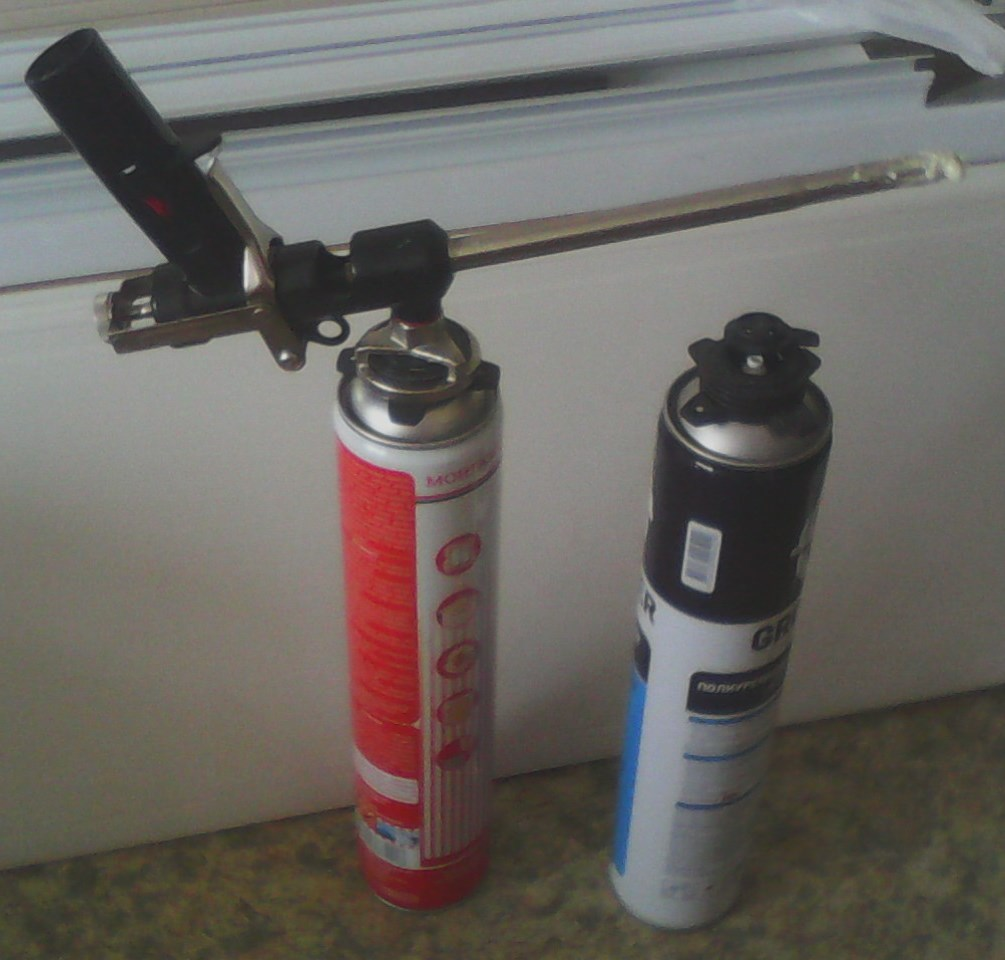
Пенополиуретан в аэрозольных баллончиках (монтажная пена) и пистолетом для его дозированного применения. Полиуретан растворён в баллоне обычно дифенилметан-4,4 диизоцианатом и находится под давлением газа, вспенивающего его при применении

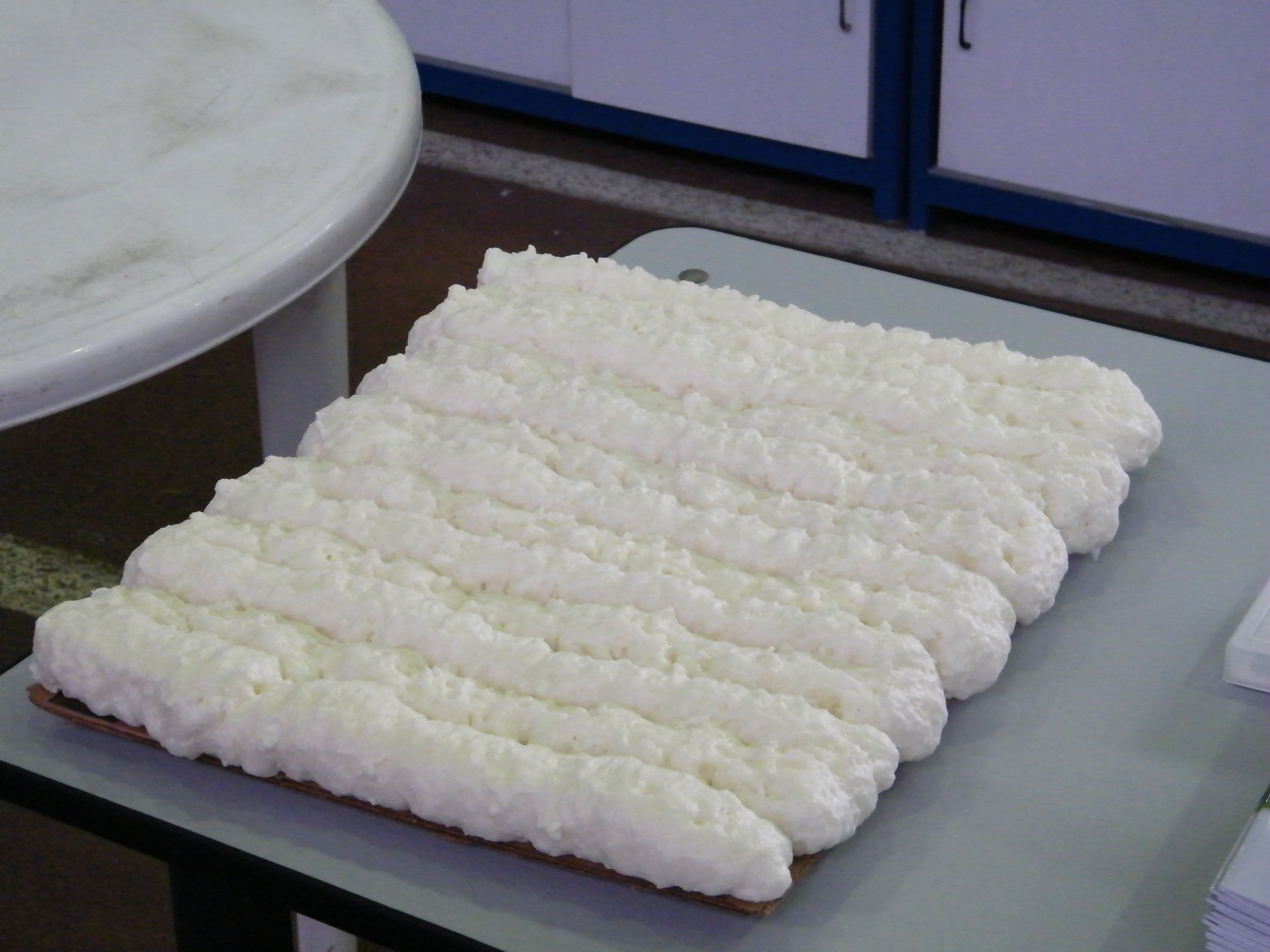
Пенополиуретановая (монтажная) пена полученная из баллончика, свежая

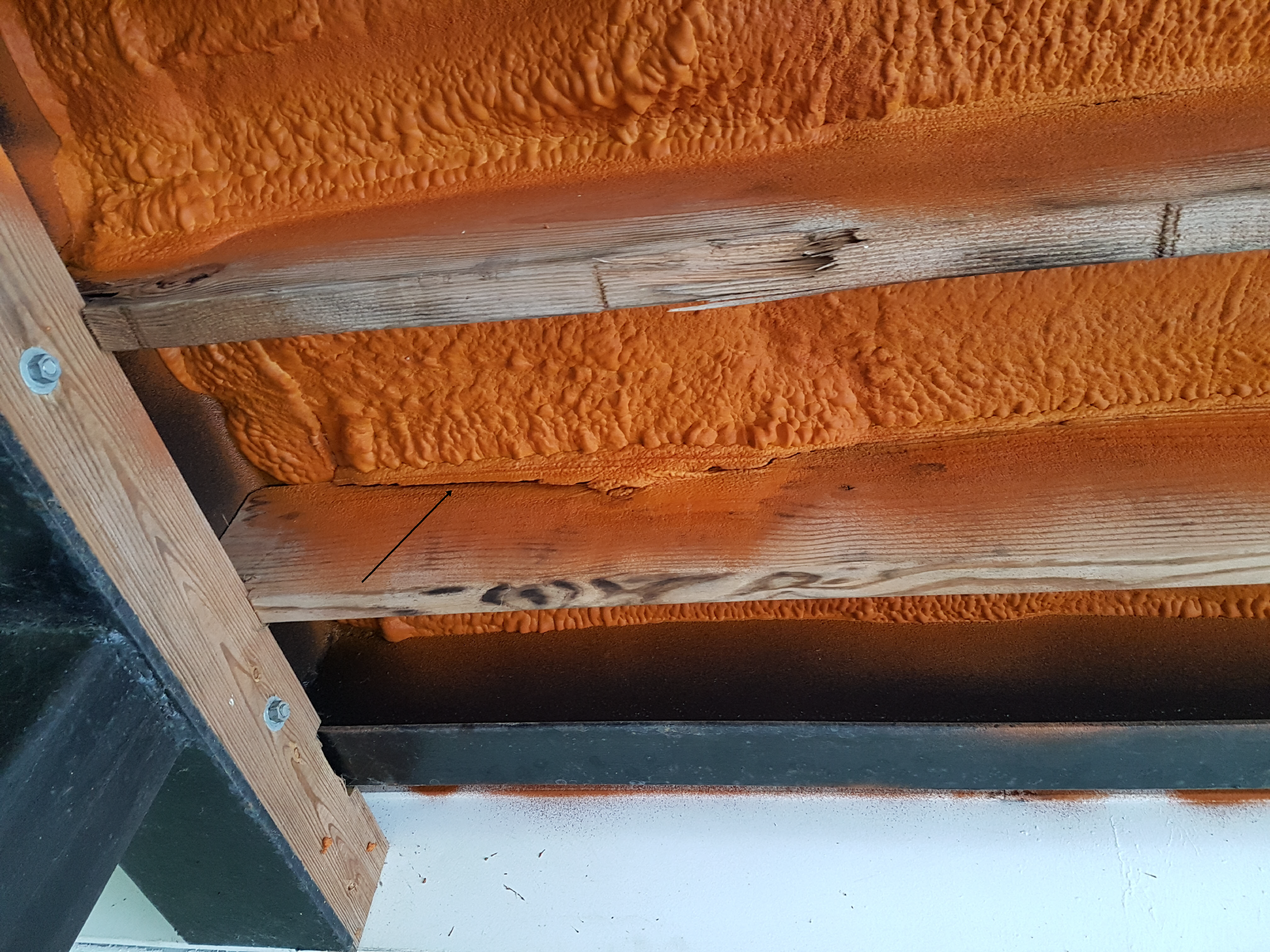
Старая пенополиуретановая пена, не защищённые от УФ-лучей участки желтеют и начинают крошиться

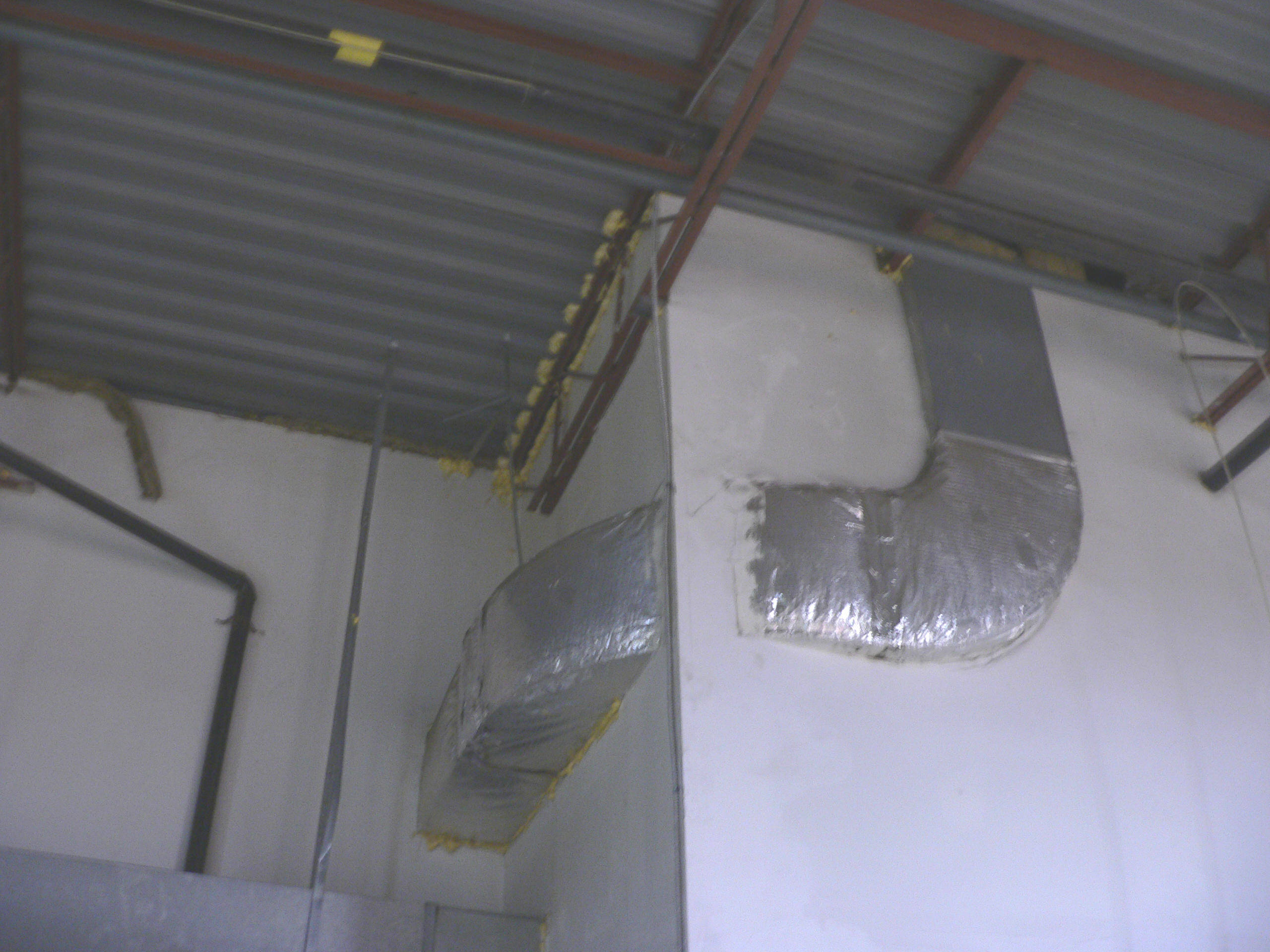
Заделка щелей в конструкциях монтажной пеной

Пенополиуретаны — группа газонаполненных пластмасс на основе полиуретанов, на 85-90 % состоящих из инертной газовой фазы. В зависимости от вида исходного полиуретана могут быть жёсткими или эластичными («поролон»). Используются весьма широко: жёсткие — в качестве тепло- и звукоизоляции и лёгких формообразующих элементов, эластичные — в качестве мягких покрытий и набивки в быту и промышленности, например, искусственные губки для мытья и пылевые фильтры, материал для покрасочных валиков и вставок в швейных изделиях, амортизирующая упаковка. Популярны самовспенивающиеся самотвердеющие составы для использования непосредственно на объекте в строительстве, машиностроении — как промышленные многокомпонентные, так и бытовая монтажная пена. Устойчивы к действию всех распространённых органических растворителей, застывшая смесь удаляется только механическим путём. Требуют защиты от солнечного света и других УФ-источников. По сравнению с применяемыми в ограниченных сферах другими вспененными полимерами — жёстким полистироловым пенопластом, эластичным пенополиэтиленом, вспененным латексом, микропористой резиной, набухающей целлюлозной губкой, — область использования пенополиуретанов, как правило, шире.

## История
В 1937 году небольшой группой учёных исследователей лаборатории IG Farben в Леверкузене под руководством Отто Байера впервые удалось синтезировать новое вещество с весьма необычными свойствами. В зависимости от скорости прохождения реакции и коэффициента смешивания полиола и полиизоцианата кардинально различались и свойства получаемого материала. С одной стороны гибкий, упругий, но не прочный на разрыв (лабораторное название Perlon U, отсюда название «поролон»), а с другой — плотный, твёрдый, прочный, но в то же время хрупкий при сгибании (Igamid U). Горизонты экономического внедрения данного научного открытия были многообещающими и весьма обширные. Уже в 1940 году в Леверкузене началось промышленное производство полиуретана в качестве лепнины. Но начало второй мировой войны внесло свои коррективы: проблемы нехватки сырья и общее перестраивание экономики под военные нужды существенно замедлили развитие полиуретанов. Фактически до 1960-х годов пенополиуретан, как и многие другие полимеры, развивался очень медленно — однако с окончанием войны, восстановлением экономики и бурным послевоенным строительством коммерческий интерес к пенополиуретанам сильно возрос. Таким образом, к 1960 году различными компаниями было суммарно изготовлено более 50000 тонн пены.
Мягкий пенополиуретан (поролон) получил распространение в 1960-х годах, несмотря на присущие поролону существенные недостатки. Само его производство является опасным и вредным, так как в состав исходных компонентов входит высокотоксичное соединение — толуилендиизоцианат. Кроме того, поролон гигроскопичен, впитывает запах, имеет ограниченный температурный диапазон использования и, как следствие, относительно небольшой срок эксплуатации. Но самым большим недостатком поролона является его пожароопасность. Введение же при производстве поролона в состав исходных компонентов антипиренов для увеличения огнестойкости материала приводит к резкому ухудшению его физико-механических характеристик и увеличению стоимости. Ранние образцы пенополиуретанов имели сравнительно небольшой срок службы, постепенно разлагаясь на воздухе. С развитием химии стабилизаторов этот недостаток в известной степени преодолён. Однако пожароопасные свойства данного материала сохранились.

## Химическое строение и особенности
Для прохождения реакции присоединения и образования цепочек полимера необходимо наличие как минимум двух различных компонентов: полиола и полиизоцианата. Сама же реакция проходит в несколько этапов. Вначале из диола и диизоцианата формируются бифункциональные молекулы изоцианата имеющие группу (—N═C═O) и гидроксильные группы (—ОН). В результате прохождения цепной реакции, на обоих концах молекулярных групп образуются короткие цепочки структурно идентичных и однородных полимеров, которые могут быть полимеризованы с другими мономерами.

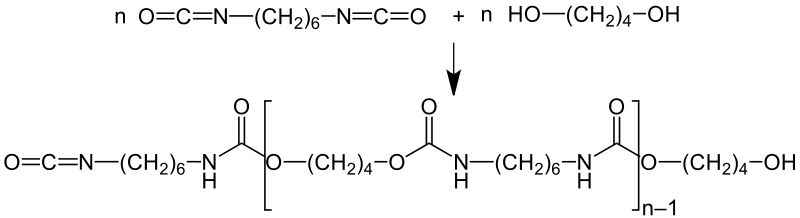
реакция присоединения полиолов

В реакционную смесь добавляют незначительное количество воды, и в результате прохождения реакции с частью изоцианатных групп образуется углекислый газ, который и является основным фактором вспенивания. В то же время, первичная аминогруппа вступает в реакцию с изоцианатом, замещая мочевину, тем самым достигается устойчивость цепи.

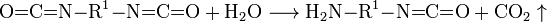
Реакция полиизоцианатов с водой

В зависимости от длины цепи газонаполненных микрогранул различаются и механические свойства полиуретана. Так, типичная плотность составляет от 5 до 40 кг/м³ для мягких пеноблоков, которые повсеместно используются в качестве различного вида наполнителей мебели и др. Жёсткие пенополиуретаны, плотностью от 30 до 86 кг/м³, нашли широкое применение в строительстве в качестве теплоизоляционного и шумоизоляционного материала.

## Получение из биологического сырья
В качестве исходных компонентов пенополиуретана обычно применяются продукты нефтехимической промышленности (полиолы и полиизоцианаты), однако не лишним будет отметить, что возможна выработка компонентов из масел растительного происхождения. В частности, прекрасно подходят для этой цели касторовые масла. Также возможно получение полиолов из соевого, рапсового и подсолнечного масел. Однако такой способ выработки компонентов пенополиуретана экономически нецелесообразен по причине значительного различия в стоимости растительного и нефтехимического сырья. Именно поэтому биогенные пенокомпоненты и не нашли широкого применения и их использование ограничено очень узким кругом специфических задач.

## Сферы применения
Сфера использования пенополиуретанов весьма широка. В автомобильной промышленности его применяют в качестве наполнителя автокресел и шумоизоляции салона транспортных средств, для изготовления полужёстких панелей салона, подлокотников, рукояток и бамперов. В мебельной и лёгкой промышленности в основном используются поролоны в виде наполнителя и прокладочного материала мягкой мебели, подушек, матрацев, при формовке манекенов, в мягких детских игрушках тоже часто используют поролон в качестве наполнителя. В обувной промышленности пенополиуретаны используются в качестве супинаторов и других элементов обуви.
В качестве хладоизолятора в бытовых, а также торговых холодильниках, крупных холодильных камерах и в транспортной холодильной технике применяются жёсткие пенополиуретаны. Другое важное применение жёстких пенополиуретанов — в качестве теплоизоляторов в магистральных трубопроводах, для изоляции низкотемпературных трубопроводов химической промышленности, в качестве теплоизоляции, а также акустической и гидроизоляции при строительстве, капитальном ремонте складов, ангаров, частных загородных домов, производственных цехов, гаражей, в качестве утеплителя, в металлических сэндвич-панелях для строительства быстровозводимых зданий, а также холодильных камер. Достаточно широко применяются уретановые столярные клеи, слегка вспенивающиеся при застывании и заполняющие неплотности пригонки деталей.
Применение жёстких пенополиуретанов с закрытой клеточной структурой для строительства мотивируется очень низкой теплопроводностью (0,029 — 0,041 Вт/(м•K), малой паропроницаемостью, хорошей адгезией и гидроизоляционными характеристиками. Используются как вязкие самовспенивающиеся составы для заливки или нанесения на месте, так и в виде готовых листов. Высокие коэффициенты адгезии делают этот материал весьма универсальным, он может с одинаковым успехом наноситься на бумагу, металл, древесину, штукатурку, кирпич, рубероид, черепицу, металлические трубы и многое другое. Возможность производить и наносить пенополиуретан непосредственно на строительной площадке значительно снижает сопутствующие расходы.
Однокомпонентные составы, отверждаемые влагой воздуха (монтажная пена), также нашли своё применение и часто используются в быту при мелких шумоизоляционных и теплоизоляционных хозяйственных работах, а также там, где требуется заполнение пустот (к примеру, при установке пластиковых окон и дверных проёмов). Они обеспечивают также удовлетворительную механическую прочность и обжим монтируемого элемента.